# Troisième circonscription de la Gironde
La troisième circonscription de la Gironde est l'une des douze circonscriptions législatives françaises que compte le département de la Gironde (33) situé en région Nouvelle-Aquitaine.

## Description géographique et démographique

### De 1958 à 1986
Le département avait dix circonscriptions.
La troisième circonscription de la Gironde était composée de :
- canton de Bordeaux-5
- canton de Bordeaux-6 (moins la commune de Bègles)
- commune de Talence

Source : Journal Officiel du 13-14 Octobre 1958.

### Depuis 1988
La troisième circonscription de la Gironde est délimitée par le découpage électoral de la loi no 86-1197 du 24 novembre 1986
, elle regroupe les divisions administratives suivantes : 
- canton de Bègles
- canton de Bordeaux-VI
- canton de Talence
- canton de Villenave-d'Ornon.

Depuis le redécoupage des cantons de 2014, les circonscriptions législatives ne sont plus composées de cantons entiers mais continuent à être définies selon les limites cantonales en vigueur en 2010 (date du dernier redécoupage des circonscriptions). La troisième circonscription de la Gironde est ainsi composée des cantons actuels suivants :
- canton de Bordeaux-5 (quartier de Bordeaux-Sud uniquement),
- canton de Talence
- canton de Villenave d'Ornon

D'après le recensement de la population de 2019, réalisé par l'Institut national de la statistique et des études économiques (INSEE), la population totale de cette circonscription est estimée à 143 395 habitants,.

## Historique des députations
| Législature | Début de mandat  | Fin de mandat    | Député                                          | Parti politique                            | Observations |
| ----------- | ---------------- | ---------------- | ----------------------------------------------- | ------------------------------------------ | --- |
| Ire         | 9 décembre 1958  | 9 octobre 1962   | Jacques Lavigne                                 | UNR                                        | Mandat écourté à la suite d'une dissolution parlementaire décidée par Charles de Gaulle.                                                                       |
| IIe         | 6 décembre 1962  | 2 avril 1967     | Jacques Lavigne                                 | UNR                                        | |
| IIIe        | 3 avril 1967     | 30 mai 1968      | Henri Deschamps                                 | DVG                                        | Mandat écourté à la suite d'une dissolution parlementaire décidée par Charles de Gaulle.                                                                       |
| IVe         | 11 juillet 1968  | 1er avril 1973   | Jacques Grondeau                                | UDR                                        | |
| Ve          | 2 avril 1973     | 2 avril 1978     | Henri Deschamps                                 | DVG                                        | |
| VIe         | 3 avril 1978     | 22 mai 1981      | Henri Deschamps                                 | PS                                         | Mandat écourté à la suite d'une dissolution parlementaire décidée par François Mitterrand.                                                                     |
| VIIe        | 2 juillet 1981   | 1er avril 1986   | Catherine Lalumière                             | PS                                         | Est remplacée par Marcel Join (PS) à la suite de sa désignation au gouvernement                                                                                |
| VIIIe       | 2 avril 1986     | 14 mai 1988      | Election au scrutin proportionnel départemental |                                            | Proportionnelle par département, pas de député par circonscription. Mandat écourté à la suite d'une dissolution parlementaire décidée par François Mitterrand. |
| IXe         | 23 juin 1988     | 16 mai 1989      | Catherine Lalumière                             | PS                                         | Démissionne pour devenir secrétaire générale du Conseil de l'Europe, elle est remplacée par son suppléant Claude Barande après une élection partielle.         |
| IXe         | 26 juin 1989     | 1er avril 1993   | Claude Barande                                  | PS                                         | Démissionne pour devenir secrétaire générale du Conseil de l'Europe, elle est remplacée par son suppléant Claude Barande après une élection partielle.         |
| Xe          | 2 avril 1993     | 2 septembre 1993 | Gérard Castagnéra,                              | RPR,                                       | Décédé, il est remplacé par son suppléant. Mandat écourté à la suite d'une dissolution parlementaire décidée par Jacques Chirac.                               |
| Xe          | 3 septembre 1993 | 21 avril 1997    | Jean-Claude Barran,                             | RPR,                                       | Décédé, il est remplacé par son suppléant. Mandat écourté à la suite d'une dissolution parlementaire décidée par Jacques Chirac.                               |
| XIe         | 12 juin 1997     | 18 juin 2002     | Noël Mamère,                                    | CES (soutenu par PS) puis Les Verts,       | |
| XIIe        | 19 juin 2002     | 19 juin 2007     | Noël Mamère,                                    | Les Verts (soutenu par PS),                | |
| XIIIe       | 20 juin 2007     | 19 juin 2012     | Noël Mamère                                     | Les Verts (soutenu par PS)                 | |
| XIVe        | 20 juin 2012     | 20 juin 2017     | Noël Mamère                                     | Europe Écologie Les Verts (soutenu par PS) | |
| XVe         | 21 juin 2017     | 21 juin 2022     | Loïc Prud'homme                                 | La France insoumise                        | |
| XVIe        | 22 juin 2022     | 9 juin 2024      | Loïc Prud'homme                                 | La France insoumise                        | Mandat écourté à la suite d'une dissolution parlementaire décidée par Emmanuel Macron.                                                                         |
| XVIIe       | 8 juillet 2024   | En cours         | Loïc Prud'homme                                 | La France insoumise                        | |

## Historique des élections

### Élections de 1958
| Candidat       | Candidat            | Parti          | Premier tour | Premier tour | Second tour | Second tour |  |
| Candidat       | Candidat            | Parti          | Voix         | %            | Voix        | %           |  |
| -------------- | ------------------- | -------------- | ------------ | ------------ | ----------- | ----------- |  |
|                | Jacques Lavigne élu | UNR            | 12 476       | 30,33        | 15 983      | 39,13       |  |
|                | Jacques Engels      | Extrême droite | 10 377       | 25,23        | 10 975      | 26,87       |  |
|                | Henri Deschamps     | SFIO           | 9 112        | 22,15        | 8 659       | 21,2        |  |
|                | Marc Dupuy          | PCF            | 5 906        | 14,36        | 5 225       | 12,79       |  |
|                | Daniel Estève       | CR             | 3 263        | 7,93         | Retrait     | Retrait     |  |
|                |                     |                |              |              |             |             |  |
| Inscrits       | Inscrits            | Inscrits       | 55 881       | 100,00       | 55 867      | 100,00      |  |
| Abstentions    | Abstentions         | Abstentions    | 13 879       | 24,84        | 14 567      | 26,07       |  |
| Votants        | Votants             | Votants        | 42 002       | 75,16        | 41 300      | 73,93       |  |
| Blancs et nuls | Blancs et nuls      | Blancs et nuls | 868          | 2,07         | 458         | 1,11        |  |
| Exprimés       | Exprimés            | Exprimés       | 41 134       | 97,93        | 40 842      | 98,89       |  |

Le suppléant de Jacques Lavigne était Paul Bauer.

### Élections de 1962
| Candidat       | Candidat                      | Parti          | Premier tour | Premier tour | Second tour | Second tour |  |
| Candidat       | Candidat                      | Parti          | Voix         | %            | Voix        | %           |  |
| -------------- | ----------------------------- | -------------- | ------------ | ------------ | ----------- | ----------- |  |
|                | Jacques Lavigne sortant réélu | UNR-UDT        | 15 184       | 45,9         | 17 998      | 53,52       |  |
|                | Henri Deschamps               | SFIO           | 7 735        | 23,38        | 15 631      | 46,48       |  |
|                | Henri Dubreuil                | PCF            | 5 672        | 17,14        | Retrait     | Retrait     |  |
|                | Adrien Junca                  | CNIP           | 4 492        | 13,58        | Retrait     | Retrait     |  |
|                |                               |                |              |              |             |             |  |
| Inscrits       | Inscrits                      | Inscrits       | 54 851       | 100,00       | 54 851      | 100,00      |  |
| Abstentions    | Abstentions                   | Abstentions    | 21 006       | 38,3         | 19 992      | 36,45       |  |
| Votants        | Votants                       | Votants        | 33 845       | 61,7         | 34 859      | 63,55       |  |
| Blancs et nuls | Blancs et nuls                | Blancs et nuls | 762          | 2,25         | 1 230       | 3,53        |  |
| Exprimés       | Exprimés                      | Exprimés       | 33 083       | 97,75        | 33 629      | 96,47       |  |

Le suppléant de Jacques Lavigne était Jacques Grondeau, docteur en médecine, conseiller général.

### Élections de 1967
| Candidat       | Candidat                | Parti          | Premier tour | Premier tour | Second tour | Second tour |  |
| Candidat       | Candidat                | Parti          | Voix         | %            | Voix        | %           |  |
| -------------- | ----------------------- | -------------- | ------------ | ------------ | ----------- | ----------- |  |
|                | Jacques Lavigne sortant | UD-Ve          | 15 863       | 39,28        | 18 493      | 45,64       |  |
|                | Henri Deschamps élu     | FGDS (SFIO)    | 12 039       | 29,81        | 22 024      | 54,36       |  |
|                | Henri Dubreuil          | PCF            | 5 944        | 14,72        | Retrait     | Retrait     |  |
|                | Roger Lacaze            | CD (PDM)       | 4 123        | 10,21        |             |             |  |
|                | Maurice Carmona         | PSU            | 1 117        | 2,77         |             |             |  |
|                | Georges Pineau          | Modérés        | 774          | 1,92         |             |             |  |
|                | André Demarqc           | Extrême droite | 528          | 1,31         |             |             |  |
|                |                         |                |              |              |             |             |  |
| Inscrits       | Inscrits                | Inscrits       | 54 020       | 100,00       | 54 020      | 100,00      |  |
| Abstentions    | Abstentions             | Abstentions    | 12 909       | 23,9         | 12 657      | 23,43       |  |
| Votants        | Votants                 | Votants        | 41 111       | 76,1         | 41 363      | 76,57       |  |
| Blancs et nuls | Blancs et nuls          | Blancs et nuls | 723          | 1,76         | 846         | 2,05        |  |
| Exprimés       | Exprimés                | Exprimés       | 40 388       | 98,24        | 40 517      | 97,95       |  |

Le suppléant d'Henri Deschamps était Jean Depayre, avocat à la Cour d'Appel.

### Élections de 1968
| Candidat       | Candidat                | Parti          | Premier tour | Premier tour | Second tour | Second tour |  |
| Candidat       | Candidat                | Parti          | Voix         | %            | Voix        | %           |  |
| -------------- | ----------------------- | -------------- | ------------ | ------------ | ----------- | ----------- |  |
|                | Jacques Grondeau élu    | UDR (URP)      | 17 583       | 44,53        | 18 826      | 50,41       |  |
|                | Henri Deschamps sortant | FGDS (SFIO)    | 13 085       | 33,14        | 18 520      | 49,59       |  |
|                | Henri Dubreuil          | PCF            | 5 020        | 12,71        |             |             |  |
|                | André Demarqc           | Extrême droite | 2 050        | 5,19         |             |             |  |
|                | Yves Hervouet           | PSU            | 1 745        | 4,42         |             |             |  |
|                |                         |                |              |              |             |             |  |
| Inscrits       | Inscrits                | Inscrits       | 52 805       | 100,00       | 52 805      | 100,00      |  |
| Abstentions    | Abstentions             | Abstentions    | 12 893       | 24,42        | 14 886      | 28,19       |  |
| Votants        | Votants                 | Votants        | 39 912       | 75,58        | 37 919      | 71,81       |  |
| Blancs et nuls | Blancs et nuls          | Blancs et nuls | 429          | 1,07         | 573         | 1,51        |  |
| Exprimés       | Exprimés                | Exprimés       | 39 483       | 98,93        | 37 346      | 98,49       |  |

Le suppléant de Jacques Grondeau était Robert Couzinet, cadre administratif.

### Élections de 1973
| Candidat       | Candidat                 | Parti          | Premier tour | Premier tour | Second tour | Second tour |  |
| Candidat       | Candidat                 | Parti          | Voix         | %            | Voix        | %           |  |
| -------------- | ------------------------ | -------------- | ------------ | ------------ | ----------- | ----------- |  |
|                | Henri Deschamps élu      | PS (UGSD)      | 13 420       | 36,17        | 20 865      | 56,59       |  |
|                | Jacques Grondeau sortant | UDR (URP)      | 11 029       | 29,72        | 16 004      | 43,41       |  |
|                | Claude Scipion           | PCF            | 5 859        | 15,79        | Retrait     | Retrait     |  |
|                | Guy Larrue               | CD (MR)        | 4 726        | 12,74        |             |             |  |
|                | Max Pallas               | Divers droite  | 1 407        | 3,79         |             |             |  |
|                | André Demarqc            | Extrême droite | 664          | 1,79         |             |             |  |
|                |                          |                |              |              |             |             |  |
| Inscrits       | Inscrits                 | Inscrits       | 49 336       | 100,00       | 49 336      | 100,00      |  |
| Abstentions    | Abstentions              | Abstentions    | 11 621       | 23,55        | 11 464      | 23,24       |  |
| Votants        | Votants                  | Votants        | 37 715       | 76,45        | 37 872      | 76,76       |  |
| Blancs et nuls | Blancs et nuls           | Blancs et nuls | 610          | 1,62         | 1 003       | 2,65        |  |
| Exprimés       | Exprimés                 | Exprimés       | 37 105       | 98,38        | 36 869      | 97,35       |  |

Le suppléant d'Henri Deschamps était le Docteur René Bach, médecin pédiatre, ancien chef de clinique adjoint à la Faculté de Médecine, maire de Quinsac de 1971 à 1974.

### Élections de 1978
| Candidat       | Candidat                      | Parti          | Premier tour | Premier tour | Second tour | Second tour |  |
| Candidat       | Candidat                      | Parti          | Voix         | %            | Voix        | %           |  |
| -------------- | ----------------------------- | -------------- | ------------ | ------------ | ----------- | ----------- |  |
|                | Henri Deschamps sortant réélu | PS             | 12 285       | 32,24        | 20 534      | 52,91       |  |
|                | Robert Dussart                | RPR            | 9 081        | 23,83        | 18 274      | 47,09       |  |
|                | Guy Lacour                    | PCF            | 6 351        | 16,67        | Retrait     | Retrait     |  |
|                | Alain Guglielmi               | UDF (PR)       | 4 492        | 11,79        |             |             |  |
|                | Didier Cazabonne              | UDF (CDS)      | 3 043        | 7,98         |             |             |  |
|                | Nadine Bordes                 | Divers         | 1 002        | 2,63         |             |             |  |
|                | André Demarqc                 | PSD            | 788          | 2,07         |             |             |  |
|                | Louis Le Gall                 | LO             | 595          | 1,56         |             |             |  |
|                | P. Lecomte                    | CCA            | 472          | 1,24         |             |             |  |
|                |                               |                |              |              |             |             |  |
| Inscrits       | Inscrits                      | Inscrits       | 50 279       | 100,00       | 50 281      | 100,00      |  |
| Abstentions    | Abstentions                   | Abstentions    | 11 506       | 22,88        | 10 790      | 21,46       |  |
| Votants        | Votants                       | Votants        | 38 773       | 77,12        | 39 491      | 78,54       |  |
| Blancs et nuls | Blancs et nuls                | Blancs et nuls | 664          | 1,71         | 683         | 1,73        |  |
| Exprimés       | Exprimés                      | Exprimés       | 38 109       | 98,29        | 38 808      | 98,27       |  |

Le suppléant d'Henri Deschamps était René Bach.

### Élections de 1981
| Candidat       | Candidat                 | Parti             | Premier tour | Premier tour | Second tour | Second tour |  |
| Candidat       | Candidat                 | Parti             | Voix         | %            | Voix        | %           |  |
| -------------- | ------------------------ | ----------------- | ------------ | ------------ | ----------- | ----------- |  |
|                | Catherine Lalumière élue | PS                | 13 551       | 44,27        | 18 466      | 59,74       |  |
|                | Robert Dussart           | RPR (UNM)         | 6 906        | 22,56        | 12 447      | 40,26       |  |
|                | Patrick Epron            | UDF (Rad)         | 5 060        | 16,53        |             |             |  |
|                | Guy Lacour               | PCF               | 3 621        | 11,83        |             |             |  |
|                | Claire Lelann            | Divers écologiste | 856          | 2,80         |             |             |  |
|                | André Demarcq            | Divers gauche     | 320          | 1,05         |             |             |  |
|                | Marie-Hélène Marmisse    | LO                | 293          | 0,96         |             |             |  |
|                |                          |                   |              |              |             |             |  |
| Inscrits       | Inscrits                 | Inscrits          | 48 680       | 100,00       | 48 671      | 100,00      |  |
| Abstentions    | Abstentions              | Abstentions       | 17 815       | 36,6         | 17 342      | 35,63       |  |
| Votants        | Votants                  | Votants           | 30 865       | 63,4         | 31 329      | 64,37       |  |
| Blancs et nuls | Blancs et nuls           | Blancs et nuls    | 258          | 0,84         | 416         | 1,33        |  |
| Exprimés       | Exprimés                 | Exprimés          | 30 607       | 99,16        | 30 913      | 98,67       |  |

Le suppléant de Catherine Lalumière était Marcel Join, contrôleur des PTT, Premier adjoint au maire de Talence. Marcel Join remplaça Catherine Lalumière, nommée membre du gouvernement, du 25 juillet 1981 au 1er avril 1986.

### Élections de 1988
| Candidat       | Candidat                            | Parti                      | Premier tour | Premier tour | Second tour | Second tour |  |
| Candidat       | Candidat                            | Parti                      | Voix         | %            | Voix        | %           |  |
| -------------- | ----------------------------------- | -------------------------- | ------------ | ------------ | ----------- | ----------- |  |
|                | Catherine Lalumière sortante réélue | PS                         | 19 566       | 47,64        | 25 972      | 61,73       |  |
|                | Alain Cazabonne                     | UDF (CDS) (URC)            | 11 863       | 28,88        | 16 102      | 38,27       |  |
|                | Michel Peyret sortant               | PCF (RFG)                  | 5 620        | 13,68        |             |             |  |
|                | Jacques Colombier                   | FN                         | 3 501        | 8,52         |             |             |  |
|                | André Demarqc                       | Divers gauche (Maj. prés.) | 523          | 1,27         |             |             |  |
|                |                                     |                            |              |              |             |             |  |
| Inscrits       | Inscrits                            | Inscrits                   | 65 916       | 100,00       | 65 912      | 100,00      |  |
| Abstentions    | Abstentions                         | Abstentions                | 24 174       | 36,67        | 22 591      | 34,27       |  |
| Votants        | Votants                             | Votants                    | 41 742       | 63,33        | 43 321      | 65,73       |  |
| Blancs et nuls | Blancs et nuls                      | Blancs et nuls             | 669          | 1,6          | 1 247       | 2,88        |  |
| Exprimés       | Exprimés                            | Exprimés                   | 41 073       | 98,4         | 42 074      | 97,12       |  |

Le suppléant de Catherine Lalumière était Claude Barande, maire de Villenave-d'Ornon. Catherine Lalumière, nommée Secrétaire générale du Conseil de l'Europe, démissionne en avril 1989.

### Élection législative partielle de 1989
| Candidat       | Candidat           | Parti                      | Premier tour | Premier tour | Second tour | Second tour |  |
| Candidat       | Candidat           | Parti                      | Voix         | %            | Voix        | %           |  |
| -------------- | ------------------ | -------------------------- | ------------ | ------------ | ----------- | ----------- |  |
|                | Gérard Castagnéra  | RPR                        | 8 178        | 25,22        | 9 856       | 44,27       |  |
|                | Claude Barande élu | PS                         | 8 089        | 24,94        | 12 409      | 55,73       |  |
|                | Noël Mamère        | Divers gauche (Maj. prés.) | 8 076        | 24,9         |             |             |  |
|                | Jean-Jacques Paris | PCF                        | 4 435        | 13,68        |             |             |  |
|                | Jacques Colombier  | FN                         | 1 910        | 5,89         |             |             |  |
|                | Claire Le Lann     | Les Verts                  | 1 740        | 5,37         |             |             |  |
|                |                    |                            |              |              |             |             |  |
| Inscrits       | Inscrits           | Inscrits                   | 65 044       | 100,00       | 65 091      | 100,00      |  |
| Abstentions    | Abstentions        | Abstentions                | 31 686       | 48,71        | 41 658      | 64          |  |
| Votants        | Votants            | Votants                    | 33 358       | 51,29        | 23 433      | 36          |  |
| Blancs et nuls | Blancs et nuls     | Blancs et nuls             | 930          | 2,79         | 1 168       | 4,98        |  |
| Exprimés       | Exprimés           | Exprimés                   | 32 428       | 97,21        | 22 265      | 95,02       |  |

### Élections de 1993
| Candidat       | Candidat               | Parti          | Premier tour | Premier tour | Second tour | Second tour |  |
| Candidat       | Candidat               | Parti          | Voix         | %            | Voix        | %           |  |
| -------------- | ---------------------- | -------------- | ------------ | ------------ | ----------- | ----------- |  |
|                | Gérard Castagnéra élu  | RPR (UPF)      | 13 602       | 33,31        | 19 877      | 51,36       |  |
|                | Claude Barande sortant | PS (ADFP)      | 7 444        | 18,23        | 18 825      | 48,64       |  |
|                | Noël Mamère            | GÉ (EÉ)        | 7 232        | 17,71        |             |             |  |
|                | Annie Guilhamet        | PCF            | 5 518        | 13,51        |             |             |  |
|                | Henri Lastrade         | FN             | 3 886        | 9,52         |             |             |  |
|                | Marie-Joëlle Coycaut   | LT-LNÉ         | 841          | 2,06         |             |             |  |
|                | Gérard Barthélemy      | LO             | 774          | 1,90         |             |             |  |
|                | Jean-Alain Boutareaud  | PT             | 454          | 1,11         |             |             |  |
|                | Pierre Wendzinski      | UÉD            | 422          | 1,03         |             |             |  |
|                | Monique Nicolas        | LCR            | 314          | 0,77         |             |             |  |
|                | Thérèse Georget        | diss. UDF      | 231          | 0,57         |             |             |  |
|                | Paul Assante           | PLN            | 114          | 0,28         |             |             |  |
|                | Francis Verpière       | Divers droite  | 6            | 0,01         |             |             |  |
|                |                        |                |              |              |             |             |  |
| Inscrits       | Inscrits               | Inscrits       | 64 098       | 100,00       | 64 089      | 100,00      |  |
| Abstentions    | Abstentions            | Abstentions    | 20 801       | 32,45        | 21 104      | 32,93       |  |
| Votants        | Votants                | Votants        | 43 297       | 67,55        | 42 985      | 67,07       |  |
| Blancs et nuls | Blancs et nuls         | Blancs et nuls | 2 459        | 5,68         | 4 283       | 9,96        |  |
| Exprimés       | Exprimés               | Exprimés       | 40 838       | 94,32        | 38 702      | 90,04       |  |

Le suppléant de Gérard Castagnéra était Jean-Claude Barran, conseiller général, conseiller municipal de Bordeaux. Jean-Claude Barran remplaça Gérard Castagnéra, décédé, du 3 septembre 1993 au 21 avril 1997.

### Élections de 1997
| Candidat                     | Candidat                   | Parti                             | Premier tour | Premier tour | Second tour | Second tour |  |
| Candidat                     | Candidat                   | Parti                             | Voix         | %            | Voix        | %           |  |
| ---------------------------- | -------------------------- | --------------------------------- | ------------ | ------------ | ----------- | ----------- |  |
|                              | Noël Mamère élu            | Divers écologiste (Les Verts, PS) | 14 131       | 34,01        | 25 515      | 60,91       |  |
|                              | Jean-Claude Barran sortant | RPR                               | 10 380       | 24,98        | 16 375      | 39,09       |  |
|                              | Jean-Jacques Paris         | PCF                               | 6 892        | 16,59        |             |             |  |
|                              | Henri Lastrade             | FN                                | 4 266        | 10,27        |             |             |  |
|                              | Philippe Coat              | GÉ                                | 1 022        | 2,46         |             |             |  |
|                              | Solange Texier             | LO                                | 987          | 2,38         |             |             |  |
|                              | Elzéar de Sabran-Pontevès  | LDI (CNIP)                        | 835          | 2,01         |             |             |  |
|                              | François Joly              | MDC                               | 785          | 1,89         |             |             |  |
|                              | Mathieu Boye               | US4J                              | 765          | 1,84         |             |             |  |
|                              | Marie-Claude Noël          | MÉI                               | 696          | 1,67         |             |             |  |
|                              | Monique Nicolas            | LCR                               | 533          | 1,28         |             |             |  |
|                              | Gérard Barthélemy          | Extrême gauche                    | 262          | 0,63         |             |             |  |
|                              |                            |                                   |              |              |             |             |  |
| Inscrits                     | Inscrits                   | Inscrits                          | 63 175       | 100,00       | 63 168      | 100,00      |  |
| Abstentions                  | Abstentions                | Abstentions                       | 20 019       | 31,69        | 18 234      | 28,87       |  |
| Votants                      | Votants                    | Votants                           | 43 156       | 68,31        | 44 934      | 71,13       |  |
| Blancs et nuls               | Blancs et nuls             | Blancs et nuls                    | 1 602        | 3,71         | 3 044       | 6,77        |  |
| Exprimés                     | Exprimés                   | Exprimés                          | 41 554       | 96,29        | 41 890      | 93,23       |  |
| Source : Assemblée nationale |                            |                                   |              |              |             |             |  |

Le suppléant de Noël Mamère était Michel Redon, PS.

### Élections de 2002
| Candidat       | Candidat                  | Parti            | Premier tour | Premier tour | Second tour | Second tour |  |
| Candidat       | Candidat                  | Parti            | Voix         | %            | Voix        | %           |  |
| -------------- | ------------------------- | ---------------- | ------------ | ------------ | ----------- | ----------- |  |
|                | Noël Mamère sortant réélu | Les Verts (PS)   | 16 787       | 38,5         | 21 475      | 54,64       |  |
|                | Alain Cazabonne           | UDF (UMP)        | 15 193       | 34,84        | 17 828      | 45,36       |  |
|                | Jean-Jacques Paris        | PCF              | 4 262        | 9,77         |             |             |  |
|                | Henri Sanchez             | FN               | 3 255        | 7,46         |             |             |  |
|                | Janick Bergeon            | CPNT             | 926          | 2,12         |             |             |  |
|                | Patrick Brosse            | LCR              | 665          | 1,53         |             |             |  |
|                | Christiane Villot         | Pôle républicain | 657          | 1,51         |             |             |  |
|                | Isabelle Portéous         | MÉI              | 420          | 0,96         |             |             |  |
|                | Pierre Pinto Bicho        | LO               | 399          | 0,92         |             |             |  |
|                | Nathalie Jacquel          | MÉI              | 349          | 0,8          |             |             |  |
|                | Danielle Branchard        | MNR              | 308          | 0,71         |             |             |  |
|                | Michel Lung               | GÉ               | 204          | 0,47         |             |             |  |
|                | Gisèle Deligey            | PT               | 180          | 0,41         |             |             |  |
|                | Alain Boulié              | Divers           | 0            | 0            |             |             |  |
|                |                           |                  |              |              |             |             |  |
| Inscrits       | Inscrits                  | Inscrits         | 64 925       | 100,00       | 64 918      | 100,00      |  |
| Abstentions    | Abstentions               | Abstentions      | 20 559       | 31,67        | 23 883      | 36,79       |  |
| Votants        | Votants                   | Votants          | 44 366       | 68,33        | 41 035      | 63,21       |  |
| Blancs et nuls | Blancs et nuls            | Blancs et nuls   | 761          | 1,72         | 1 732       | 4,22        |  |
| Exprimés       | Exprimés                  | Exprimés         | 43 605       | 98,28        | 39 303      | 95,78       |  |

Le suppléant de Noël Mamère était Jacques Respaud, PS, conseiller général du canton de Bordeaux-6, conseiller municipal de Bordeaux, enseignant.

### Élections de 2007
| Candidat       | Candidat                  | Parti          | Premier tour | Premier tour | Second tour | Second tour |  |
| Candidat       | Candidat                  | Parti          | Voix         | %            | Voix        | %           |  |
| -------------- | ------------------------- | -------------- | ------------ | ------------ | ----------- | ----------- |  |
|                | Noël Mamère sortant réélu | Les Verts (PS) | 17 725       | 39,82        | 26 611      | 62,82       |  |
|                | Élisabeth Vigne           | UMP            | 12 650       | 28,42        | 15 751      | 37,18       |  |
|                | Marie-Françoise Lire      | UDF–MoDem      | 4 740        | 10,65        |             |             |  |
|                | Jean-Jacques Paris        | PCF            | 3 900        | 8,76         |             |             |  |
|                | Patrick Brosse            | LCR            | 1 407        | 3,16         |             |             |  |
|                | Arnaud Lagrave            | FN             | 1 358        | 1,44         |             |             |  |
|                | Jean-Philippe Jouvenot    | MPF            | 640          | 1,44         |             |             |  |
|                | François Joly             | MRC            | 522          | 1,17         |             |             |  |
|                | Xavier Forsans            | GÉ             | 463          | 1,04         |             |             |  |
|                | Danielle Ors              | Divers         | 415          | 0,93         |             |             |  |
|                | Jacques Breillat          | DLR            | 379          | 0,85         |             |             |  |
|                | Pierre Pinto Bicho        | LO             | 311          | 0,7          |             |             |  |
|                |                           |                |              |              |             |             |  |
| Inscrits       | Inscrits                  | Inscrits       | 72 243       | 100,00       | 71 943      | 100,00      |  |
| Abstentions    | Abstentions               | Abstentions    | 26 950       | 37,3         | 28 008      | 38,93       |  |
| Votants        | Votants                   | Votants        | 45 293       | 62,7         | 43 935      | 61,07       |  |
| Blancs et nuls | Blancs et nuls            | Blancs et nuls | 783          | 1,73         | 1 573       | 3,58        |  |
| Exprimés       | Exprimés                  | Exprimés       | 44 510       | 98,27        | 42 362      | 96,42       |  |

### Élections de 2012
|                                   | Noël Mamère sortant réélu | EÉLV (PS)                         | 21 840 | 51,98  |  |  |  |
|                                   | Agnès Nedelec-Befve       | PCD (UMP)                         | 6 094  | 14,50  |  |  |  |
|                                   | Céline Simon              | FG (PCF) (Divers gauche)          | 4 521  | 10,76  |  |  |  |
|                                   | Bruno Paluteau            | RBM (FN)                          | 3 869  | 9,21   |  |  |  |
|                                   | Bernard Debuc             | CpF (MoDem)                       | 3 476  | 8,27   |  |  |  |
|                                   | Maud Andrieux             | Divers gauche (Bordeaux à gauche) | 706    | 1,68   |  |  |  |
|                                   | Alain Mourguy             | AÉI                               | 547    | 1,30   |  |  |  |
|                                   | Marie Fauré               | NPA                               | 472    | 1,12   |  |  |  |
|                                   | Jean-Luc Venture          | POI                               | 214    | 0,51   |  |  |  |
|                                   | Pierre Pinto-Bicho        | LO                                | 191    | 0,45   |  |  |  |
|                                   | Christophe Martins        | Pirate                            | 90     | 0,21   |  |  |  |
|                                   |                           |                                   |        |        |  |  |  |
| Inscrits                          | Inscrits                  | Inscrits                          | 74 223 | 100,00 |  |  |  |
| Abstentions                       | Abstentions               | Abstentions                       | 31 461 | 42,39  |  |  |  |
| Votants                           | Votants                   | Votants                           | 42 762 | 57,61  |  |  |  |
| Blancs et nuls                    | Blancs et nuls            | Blancs et nuls                    | 742    | 1,74   |  |  |  |
| Exprimés                          | Exprimés                  | Exprimés                          | 42 020 | 98,26  |  |  |  |
| Source : Ministère de l'Intérieur |                           |                                   |        |        |  |  |  |

### Elections de 2017
Les élections législatives se sont déroulées les dimanches 11 et 18 juin 2017.
|                                                                             | |                           |                           |                          |                          |
|                                                                             | | Premier tour 11 juin 2017 | Premier tour 11 juin 2017 | Second tour 18 juin 2017 | Second tour 18 juin 2017 |
|                                                                             | |                           |                           |                          |                          |
|                                                                             | | Nombre                    | % des inscrits            | Nombre                   | % des inscrits           |
| Inscrits                                                                    | Inscrits | 81 023                    | 100,00                    | 81 024                   | 100,00                   |
| Abstentions                                                                 | Abstentions | 41 129                    | 50,76                     | 46 333                   | 57,18                    |
| Votants                                                                     | Votants | 39 894                    | 49,24                     | 34 691                   | 42,82                    |
|                                                                             | |                           | % des votants             |                          | % des votants            |
| Bulletins blancs                                                            | Bulletins blancs                                                                                                 | 493                       | 1,24                      | 1 592                    | 4,59                     |
| Bulletins nuls                                                              | Bulletins nuls                                                                                                   | 221                       | 0,55                      | 734                      | 2,12                     |
| Suffrages exprimés                                                          | Suffrages exprimés                                                                                               | 39 180                    | 98,21                     | 32 365                   | 93,30                    |
|                                                                             | |                           |                           |                          |                          |
| Candidat Étiquette politique (partis et alliances)                          | Candidat Étiquette politique (partis et alliances)                                                               | Voix                      | % des exprimés            | Voix                     | % des exprimés           |
|                                                                             | |                           |                           |                          |                          |
|                                                                             | Marik Fetouh La République en marche                                                                             | 13 232                    | 33,77                     | 16 117                   | 49,80                    |
|                                                                             | Loïc Prud'homme La France insoumise                                                                              | 7 451                     | 19,02                     | 16 248                   | 50,20                    |
|                                                                             | Naïma Charaï Parti socialiste (soutenue par Europe Écologie Les Verts)                                           | 6 869                     | 17,53                     |                          |                          |
|                                                                             | Alexandre Gourd Les Républicains (Union des démocrates et indépendants)                                          | 3 323                     | 8,48                      |                          |                          |
|                                                                             | Bruno Paluteau Front national                                                                                    | 2 686                     | 6,86                      |                          |                          |
|                                                                             | Isabelle Taris Parti communiste français                                                                         | 1 077                     | 2,75                      |                          |                          |
|                                                                             | Olivier Cazaux Dissident Europe Écologie Les Verts                                                               | 857                       | 2,19                      |                          |                          |
|                                                                             | Dominique Dufour Debout la France                                                                                | 411                       | 1,05                      |                          |                          |
|                                                                             | Nathalie Le Guen Extrême droite (Souveraineté, identité et libertés)                                             | 385                       | 0,98                      |                          |                          |
|                                                                             | Badhia Messaoud Divers (#MaVoix)                                                                                 | 385                       | 0,98                      |                          |                          |
|                                                                             | Françoise Matha-Stepani Divers droite (Les Centristes)                                                           | 352                       | 0,90                      |                          |                          |
|                                                                             | Jean-Marc Ferrari Écologiste (Mouvement écologiste indépendant)                                                  | 343                       | 0,88                      |                          |                          |
|                                                                             | Danielle Berdoyes Divers (Parti animaliste)                                                                      | 311                       | 0,79                      |                          |                          |
|                                                                             | Alain Perrier Divers gauche (Nouvelle Donne)                                                                     | 280                       | 0,71                      |                          |                          |
|                                                                             | Cécile Teulon Écologiste (Mouvement 100 %)                                                                       | 248                       | 0,63                      |                          |                          |
|                                                                             | Sascha-Lou Rey-Capdepon Divers (Union populaire républicaine)                                                    | 239                       | 0,61                      |                          |                          |
|                                                                             | Joël Chassaigne Divers (Parti du vote blanc)                                                                     | 218                       | 0,56                      |                          |                          |
|                                                                             | Éric Marhadour Lutte ouvrière                                                                                    | 213                       | 0,54                      |                          |                          |
|                                                                             | Thomas Holbing Écologiste (Confédération pour l'homme, l'animal et la planète)                                   | 176                       | 0,45                      |                          |                          |
|                                                                             | Wilfrid Issanga Divers                                                                                           | 65                        | 0,17                      |                          |                          |
|                                                                             | Pascal Chauvet Divers (Rassemblement du Peuple Souverain pour une France Indépendante et une République Sociale) | 37                        | 0,09                      |                          |                          |
|                                                                             | Mikael Millac Divers droite (Rassemblement des Républicains Français)                                            | 22                        | 0,06                      |                          |                          |
| Source : Ministère de l'Intérieur - Troisième circonscription de la Gironde | |                           |                           |                          |                          |

#### Historique des investitures
22 candidats sont investis sur la circonscription, un record
A gauche, Noël Mamère décide de ne pas se représenter. Une primaire est organisée au sein des militants socialistes de la 3e circonscription et est remportée par Naïma Charaï (conseillère régionale PS et désormais Génération.s et ex suppléante de Noël Mamère) face à Benoït d'Ancona (conseiller municipal de Bègles). Elle bénéficie du soutien de Noël Mamère (député sortant Europe Écologie Les Verts, soutenu par le PS depuis 1997) qui est son suppléant. L'union entre le PS et Europe Écologie Les Verts est entravée par la dissidence d'Olivier Cazaux, soutenu par l'écologiste talençaise Monique de Marco, et conduira à la défaite de Naïma Charaï.
À droite, Émilie Kuziew (adjointe au maire LR Alain Juppé à Bordeaux) est investie par la commission d'investiture des Républicains en juin 2016. Sa candidature est finalement annulée après qu'il fut découvert qu'elle disposait d'un poste de chargée de mission auprès d'Alain Juppé à Bordeaux Métropole, poste de cabinet incompatible juridiquement avec une candidature aux législatives. À la suite d'un accord entre François Fillon et le mouvement Sens commun, c'est finalement Jean-Louis Grattepanche qui est investi par la commission d'investiture des Républicains en mars 2017, sans l'accord du délégué de circonscription du parti Marc Kleinhentz. Il jette l'éponge  après les résultats du premier tour de la présidentielle qui donnent François Fillon en mauvaise posture avec seulement 12 % des suffrages sur la 3e circonscription (score le plus faible de Gironde). C'est finalement Alexandre Gourd (conseiller municipal LR de Villenave d'Ornon) qui sera investi par le parti, un mois avant l'élection.
Le candidat désigné par La République en Marche est Marik Fetouh, adjoint au maire MoDem de Bordeaux, dans le cadre d'une alliance entre LREM et le MoDem de François Bayrou. Deux autres candidatures avaient été déposées auprès du mouvement macroniste : celles du professeur de droit public Pascal Jan (ex-conseiller municipal PS de Saint-Morillon, proche de l'ancien ministre de la justice Jean-Jacques Urvoas) et de la talençaise Dominique Iriart (conseillère municipale et métropolitaine MoDem de Talence). Cette dernière avait été officiellement investie par le MoDem sur cette circonscription avant que l'investiture ne soit finalement donnée à LREM et à l'élu bordelais avec le soutien du maire MoDem de Talence, Alain Cazabonne.
Bruno Paluteau, conseiller municipal de Bègles et conseiller régional, investi par le Front national, doit faire face à son ancienne colistière et actuelle conseillère municipale de Bègles Nathalie Le Guen, après que cette dernière a claqué la porte du FN en novembre 2016 pour rejoindre le SIEL.
Loïc Prud'homme, investi par La France insoumise avec le soutien de Jean-Luc Mélenchon, parvient à terminer deuxième du premier tour de l'élection et se qualifie donc pour le second, pour lequel il reçoit dans l'entre-deux-tours le soutien de la candidate socialiste (Naïma Charaï). A l'issue du second tour, Loïc Prud'homme est majoritaire dans trois des quatre secteurs de la circonscription (Bordeaux-sud, Bègles et Villenave d'Ornon), mais assez nettement minoritaire à Talence, commune la plus importante de la circonscription, où il n'obtient que 45.08% des suffrages. Il est cependant élu député de justesse avec 131 voix d'avance sur son adversaire de La République en Marche, Marik Fetouh.

### Élections de 2022
| Résultats des élections législatives des 12 et 19 juin 2022 de la 3e circonscription de Gironde |                          |                          |                          |              |              |             |             |
| Candidat                                                                                        | Candidat                 | Parti et coalition       | Nuance                   | Premier tour | Premier tour | Second tour | Second tour |
| Candidat                                                                                        | Candidat                 | Parti et coalition       | Nuance                   | Voix         | %            | Voix        | %           |
|                                                                                                 | Loïc Prud'homme,         | LFI (NUPES)              | NUP                      | 19 730       | 44,89        | 24 066      | 59,27       |
|                                                                                                 | Fabien Robert            | LREM (ENS)               | ENS                      | 12 947       | 29,46        | 16 541      | 40,73       |
|                                                                                                 | Maryvonne Bastères       | RN                       | RN                       | 4 748        | 10,80        |             |             |
|                                                                                                 | Yannick Boutot,          | PRG                      | RDG                      | 2 273        | 5,17         |             |             |
|                                                                                                 | Asia Dayan               | UDI (UDC)                | UDI                      | 1 335        | 3,04         |             |             |
|                                                                                                 | Cyrille Doumenge         | REC                      | REC                      | 1 248        | 2,84         |             |             |
|                                                                                                 | Thierry Vay              | PA                       | ECO                      | 758          | 1,72         |             |             |
|                                                                                                 | Eric Marhadour           | LO                       | DXG                      | 314          | 0,71         |             |             |
|                                                                                                 | François Daurel          | NPA diss.                | DXG                      | 260          | 0,59         |             |             |
|                                                                                                 | Laurent Marc             | UCPL                     | DIV                      | 215          | 0,49         |             |             |
|                                                                                                 | Flora Savino             | SE                       | DIV                      | 113          | 0,26         |             |             |
|                                                                                                 | Morgan Matho             | PP                       | DIV                      | 6            | 0,01         |             |             |
| Votes valides                                                                                   | Votes valides            | Votes valides            | Votes valides            | 43 947       | 98,09        | 40 607      | 94,69       |
| Votes blancs                                                                                    | Votes blancs             | Votes blancs             | Votes blancs             | 638          | 1,42         | 1 613       | 3,76        |
| Votes nuls                                                                                      | Votes nuls               | Votes nuls               | Votes nuls               | 220          | 0,49         | 666         | 1,55        |
| Total                                                                                           | Total                    | Total                    | Total                    | 44 805       | 100          | 42 886      | 100         |
| Abstention                                                                                      | Abstention               | Abstention               | Abstention               | 44 682       | 49,93        | 46 610      | 52,08       |
| Inscrits / participation                                                                        | Inscrits / participation | Inscrits / participation | Inscrits / participation | 89 487       | 50,07        | 89 496      | 47,92       |

### Élections de 2024
| Candidat                 | Candidat                  | Parti et coalition       | Nuance                   | Premier tour | Premier tour | Second tour | Second tour |
| Candidat                 | Candidat                  | Parti et coalition       | Nuance                   | Voix         | %            | Voix        | %           |
| ------------------------ | ------------------------- | ------------------------ | ------------------------ | ------------ | ------------ | ----------- | ----------- |
|                          | Loïc Prud'homme           | LFI (NFP)                | UG                       | 30 664       | 49,83        | 32 525      | 53,84       |
|                          | Ariane Ary                | MoDem (ENS)              | ENS                      | 17 080       | 27,75        | 15 905      | 26,33       |
|                          | Maryvonne Bastères        | RN                       | RN                       | 12 037       | 19,56        | 11 983      | 19,84       |
|                          | Cyrille Doumenge          | REC                      | REC                      | 679          | 1,10         |             |             |
|                          | Jacques Guldner           | LO                       | EXG                      | 572          | 0,93         |             |             |
|                          | Flora Savino              | SE                       | DVG                      | 305          | 0,50         |             |             |
|                          | Nathan Minvielle-Larousse | NPA-R                    | EXG                      | 196          | 0,32         |             |             |
|                          | Johan Giraud-Girard       | FPA                      | DIV                      | 4            | 0,01         |             |             |
|                          | Yacine Touzani            | SE                       | DIV                      | 2            | 0            |             |             |
|                          |                           |                          |                          |              |              |             |             |
| Votes valides            | Votes valides             | Votes valides            | Votes valides            | 61 539       | 97,41        | 60 413      | 97,77       |
| Votes blancs             | Votes blancs              | Votes blancs             | Votes blancs             | 1 176        | 1,86         | 985         | 1,59        |
| Votes nuls               | Votes nuls                | Votes nuls               | Votes nuls               | 463          | 0,73         | 395         | 0,64        |
| Total                    | Total                     | Total                    | Total                    | 63 178       | 100          | 61 793      | 100         |
| Abstention               | Abstention                | Abstention               | Abstention               | 28 457       | 31,05        | 29 871      | 32,59       |
| Inscrits / participation | Inscrits / participation  | Inscrits / participation | Inscrits / participation | 91 635       | 68,95        | 91 664      | 67,41       |